# Karl-Heinz Hoffmann
Karl-Heinz Hoffmann (Coburgo, 18 de julho de 1939) é um matemático alemão. Foi presidente do Wissenschaftsrat e de 1998 a 2007 diretor fundador do Forschungszentrum caesar em Bonn. De 2011 a 2016 foi presidente da Academia de Ciências da Baviera.
Obteve um doutorado em 1968 na Universidade de Munique, orientado por Günther Hämmerlin.
De 1975 a 1981 foi professor de matemática na Universidade Livre de Berlim e de 1981 a 1991 professor de matemática na Universidade de Augsburgo. De 1992 a 2007 foi professor de matemática aplicada na Universidade Técnica de Munique.

## Condecorações e associações
- Prêmio Karl Heinz Beckurts 1990
- Prêmio Gottfried Wilhelm Leibniz 1991 da Deutsche Forschungsgemeinschaft (DFG)
- desde 1995: membro da Academia Leopoldina
- desde 1997: membro da Academia de Ciências da Baviera
- desde 2012: membro da Accademia Nazionale Virgiliana
- 2016: Ordem do Mérito da Baviera